# Рыбин, Виктор Иванович
Виктор Иванович Рыбин (1938—1997) — советский хоккеист с мячом, мастер спорта СССР международного класса, двукратный чемпион мира, советский и российский тренер по хоккею с мячом

## Карьера
В. И. Рыбин начинал игровую карьеру в подмосковном Перово в составе «Урожая».
Проведя три сезона в «Урожая», Виктор переезжает в Хабаровск, где пять сезонов играет за «местных армейцев».
В 1966 году переезжает в Москву и на пять сезонов становится динамовцем.
В 1971 году переходит в красногорский «Зоркий». Последние пять сезонов он проводит в составе красногорского «клуба».
Привлекался в сборную. На чемпионате 1967 года не выходил на лёд, а на следующем чемпионате провёл лишь одну игру.
Уйдя из большого спорта, стал тренером. В 1980—1982 годах тренировал «Кузбасс». Позже работал с командами низших лиг. Работал в отделе футбола и хоккея Спорткомитета РСФСР

## Достижения в хоккее с мячом

### В клубах
Чемпион СССР (3) — 1967, 1969, 1970 

 Серебряный призёр чемпионата СССР (2) — 1961, 1968 

 Бронзовый призёр чемпионата СССР (1) —1965 

В списках «33 и 22 лучших хоккеистов СССР» (2)- 1968, 1969

### В сборной
Чемпион мира (2)— 1967, 1969 